# Distretto di Mūǧalzhar
Il distretto di Mūǧalzhar (in kazako: Мұғалжар ауданы) è un distretto (audan) del Kazakistan con  capoluogo Qandyaǧaš.